# Александър Мартулков
Александър (Алексо) Ончев Мартулков (на македонска литературна норма: Алексо Мартулков) с псевдоним Бисмарк е български революционер, социалист, деец на Вътрешната македоно-одринска революционна организация и Вътрешната македонска революционна организация (обединена).

## Биография

### Във ВМОРО
Роден е на 23 октомври 1878 година в град Велес. Негов роднина е дългогодишният член на ВМОРО и офицер от българската армия Петър Мартулков. През 1895 година става член на първата социалистическа група в Македония. В 1896 г. се включва в Македоно-одринската социалдемократическа група при БРСДП, където работи заедно с Димо Хаджидимов, Иван Клинчаров и Васил Главинов. По-късно се включва в дейността на ВМОРО. Бори се с настъплението на сръбската пропаганда във Велешко.
Участва в похода към Цариград в 1909 година. През същата година, след контрапреврата в Цариград, Мартулков взима участие в Комитета за обществена безопасност във Велес, който ръководи гражданските и военни власти в региона. В състава на комитета влизат 6 българи и 6 турци, като сърбоманите са изключени. През учебната 1911 – 1912 година е учител в село Бегнища, Тиквешко.
След избухването на Балканската война в 1912 година и окупацията на Македония през декември 1912 година Мартулков участва в срещата на македонски дейци във Велес, организирана от Димитър Чуповски, на която присъстват Ангел Коробар, Ризо Ризов, Петър Попарсов, Крум Зографов, Йован Попйорданов, учителя Иван Елезов, Димитър Ничев и Методи Попгошев. Те решават да изпратят представители на Лондонската конференция, както и в Париж за да се борят за запазване на целостта на Македония.
В 1914 година Мартулков влиза в Комитета на дезертьорите.
По случай 15-ата годишнина от Илинденско-Преображенското въстание „за заслуги към постигане на българския идеал в Македония“ през Първата световна война в 1918 година, Александър Мартулков е награден с бронзов медал „За заслуга“ на военна лента с корона.

### Политическа и обществена дейност
В периода 1924-1926 година работи в македонските братства заедно с Борис Михов, Темко Темков и Христо Калайджиев и става член на ВМРО (обединена). Заедно с Христо Трайков имат задачата да пречат на депутатите на ВМРО в Народното събрание. От 1932 до 1934 година Александър Мартулков е редактор на вестник „Македонско знаме“, но не приема постановката на Коминтерна и БКП за наличие на „македонска нация“. Заедно с Трайков през 1931 г. си навличат заплаха за физическо отмъщение от страна на крилото на Иван Михайлов, тъй като поискват касиране на изборите в Неврокопско и Горноджумайско, поради невъзможност за изразяване на волята на народа в изборите. Двамата заедно разпространяват комунистически идеи сред емиграцията и през септември 1932 г. са изключени съответно Мартулков от Велешкото братство и Трайков от Кукушкото братство. На 24 януари 1933 г. Христо Трайков е убит от терористи на Иван Михайлов, а Александър Мартулков се отървава с раняване.
През 1933 година е обвинен по член 7 на Закона за защита на държавата за „подбуждане към вражда и омраза спрямо определени класи и установената власт“, но е оправдан благодарение на добрите ходове на своя адвокат. През лятото на 1935 година е отново арестуван и съден по Закона за защита на държавата заедно с други дейци на ВМРО (обединена). На съдебния процес Мартулков заедно с Йордан Анастасов, Христо Калайджиев, Борис Михов и Петър Калчев (неродом от Македония) е сред малцинството обвиняеми, които се определят като „българи“, а не „македонци“. Пред съда Мартулков отрича членството си във ВМРО (обединена). Осъден е на 5 години затвор и 50 000 лева глоба.

### След Деветосептемврийския преврат
След 9 септември 1944 г. Мартулков се застъпва за създаването на Народна република Македония. През септември 1944 година подписва в София „Апела към македонците в България“. На 27 септември 1944 година в България пристига делегация на Македонската комунистическа партия в състав Светозар Вукманович-Темпо, Бане Андреев, Михайло Апостолски и Лазар Колишевски, която провежда разговори с Мартулков, Петър Шанданов, Петър Трайков, Туше Делииванов, Кръстьо Гермов с идеята за завръщане на всички македонци от емиграция, както и за евентуално присъединяване на Пиринска Македония към страната. На 26 октомври 1944 г. в телеграма до Кирил Мильовски се привикват Мире Анастасов, Петър Шанданов, Кръстьо Гермов, Александър Мартулков, Туше Делииванов, Глигор Ташков, Венко Марковски, Фила Марковска, Олга Петрушева и Павел Шатев за евентуалното им участие в управлението на бъдещата република. Мартулков заедно с Гермов са кооптирани за членове на Президиума на АСНОМ на 1 януари 1945 г., но като неудобен скоро след това е заменен от поста си и на 28 февруари 1945 година се завръща в София и информира българските власти за антибългарската политика на скопските управници.
В началото на 1946 година Мартулков участва като един от главните прокурорски свидетели в съдебния процес в Скопие срещу Йордан Чкатров. В показанията си твърди, че Чкатров е подбудител на някои от убийствата в македонското движение в България, включително и по време, когато Чкатров се намира в САЩ, което е едно от основанията на някои изследователи да определят извършеното от Мартулков като „лъжесвидетелстване“ и желание за лично отмъщение.
Пенсионира се и живее в Скопие, където през 1954 година публикува спомените си, в които разглежда македонското освободително движение от 1894 до 1939 година. Разочарован се връща в София, където умира на 19 декември 1962 година.